# Ежов, Роман Владимирович
Роман Владимирович Ежов (род. 2 сентября 1997, Нижнекамск, Татарстан) — российский футболист, полузащитник «Сочи».

## Клубная карьера
Воспитанник академии «Чертаново». На профессиональном уровне дебютировал в первенстве ПФЛ в сезоне 2014/15, сыграв 6 матчей. В сезоне 2017/18 вместе с командой стал победителем зоны ПФЛ «Запад» и следующие два сезона отыграл в ФНЛ.
Летом 2020 года, в составе группы из восьми «чертановцев», перешёл в «Крылья Советов», где в сезоне 2020/21 был одним из основных игроков. 8 апреля 2021 года стал автором победного гола в матче 1/4 финала Кубка России против московского «Динамо» (2:0). 21 апреля «Крылья» одержали победу в полуфинальном матче против «Ахмата», во второй раз в истории выйдя в финал Кубка России.
2 октября 2021 года забил первый гол в премьер-лиге в ворота московского «Динамо» (0:1).
20 ноября 2021 года Международный центр спортивных исследований опубликовал рейтинг «спринтеров» сыгравших без замен не менее 10 матчей стартовой части европейских чемпионатов (кроме чемпионатов топ-5), где Ежов занял третью строчку.
9 июля 2025 года стал игроком «Сочи», подписав контракт на три года.

## Карьера в сборной
Выступал за юношеские сборные России до 17 и до 19 лет. Принимал участие в отборе к чемпионату Европы 2014 (до 17 лет) и отборе к чемпионату Европы 2016 (до 19 лет).
25 октября 2021 года вошёл в расширенный список сборной России на матчи с Хорватией и Кипром, но на сборы не приглашён.
7 сентября 2022 повторно включён в расширенный список сборной России, а 15 сентября вызван на учебно-тренировочный сбор сборной России и товарищеский матч со сборной Кыргызстана. 24 сентября дебютировал за национальную сборную России в неофициальном матче со сборной Кыргызстана.

## Матчи за национальную сборную
| Номер                     | Дата                      | Соперники                 | Статус                    | Счёт                      | Статистика                | Источник                  |
| Сборная России по футболу | Сборная России по футболу | Сборная России по футболу | Сборная России по футболу | Сборная России по футболу | Сборная России по футболу | Сборная России по футболу |
| ------------------------- | ------------------------- | ------------------------- | ------------------------- | ------------------------- | ------------------------- | ------------------------- |
| 1                         | 24.09.2022                | Кыргызстан                | т.м.                      | 2:1                       | 45' ( 46')                | [ 12 ]                    |

## Достижения
«Чертаново»
- Победитель первенства ПФЛ (зона «Запад»): 2017/18

«Крылья Советов»
- Победитель первенства ФНЛ: 2020/21
- Финалист Кубка России: 2020/21

## Клубная статистика
| Выступление      | Выступление      | Выступление      | Лига | Лига | Кубки | Кубки | Итого | Итого |
| Клуб             | Лига             | Сезон            | Игры | Голы | Игры  | Голы  | Игры  | Голы  |
| ---------------- | ---------------- | ---------------- | ---- | ---- | ----- | ----- | ----- | ----- |
| Чертаново        | ПФЛ              | 2014/15          | 6    | 0    | —     | —     | 6     | 0     |
| Чертаново        | ПФЛ              | 2015/16          | 22   | 1    | 1     | 0     | 23    | 1     |
| Чертаново        | ПФЛ              | 2016/17          | 15   | 4    | 2     | 0     | 17    | 4     |
| Чертаново        | ПФЛ              | 2017/18          | 26   | 2    | 2     | 0     | 28    | 2     |
| Чертаново        | ФНЛ              | 2018/19          | 36   | 8    | —     | —     | 36    | 8     |
| Чертаново        | ФНЛ              | 2019/20          | 25   | 1    | 2     | 0     | 27    | 1     |
| Чертаново        | Итого            | Итого            | 130  | 16   | 7     | 0     | 137   | 16    |
| Крылья Советов   | ФНЛ              | 2020/21          | 35   | 4    | 7     | 1     | 42    | 5     |
| Крылья Советов   | РПЛ              | 2021/22          | 30   | 2    | —     | —     | 30    | 2     |
| Крылья Советов   | РПЛ              | 2022/23          | 22   | 3    | 5     | 0     | 27    | 3     |
| Крылья Советов   | РПЛ              | 2023/24          | 9    | 2    | 3     | 0     | 12    | 2     |
| Крылья Советов   | Итого            | Итого            | 96   | 11   | 15    | 1     | 111   | 12    |
| Всего за карьеру | Всего за карьеру | Всего за карьеру | 229  | 27   | 22    | 1     | 251   | 28    |